# 590
590 (DXC) je bilo navadno leto, ki se je po julijanskem koledarju začelo na nedeljo.

## Dogodki
- 1. januar

## Smrti
- 5. september - Autari, kralj Langobardov (* okrog 540)
- Hormizd IV., veliki kralj (šah) Perzije (vladal 579-590)